# Sânpetru
Sânpetru (en allemand : Petresburg, Petersdorf, Petersberg, en hongrois : Barcaszentpéter) est une commune roumaine du județ de Brașov, dans la région historique de Transylvanie. Elle est composée d'un seul village, Sânpetru.

## Localisation
Sânpetru est située dans la partie centre-est du comté Brașov (à 12 km du centre-ville de Brașov), à l'extrême est du Pays de la Bârsa.

## Monuments et lieux touristiques
- Église évangélique fortifiée (construite au XIIIe siècle), monument historique[1]
- Église orthodoxe "Saint Nicolas" (construite au XVIIIe siècle), monument historique
- Réserve naturelle "Dealul Cetății Lempeș" (aire protégée avec une superficie de 27 540 ha)[2]